# کالوی لهتویرتا
کالوی لهتویرتا (فنلاندی: Kalevi Lehtovirta; ۲۰ فوریهٔ ۱۹۲۸ – ۱۰ ژانویهٔ ۲۰۱۶) بازیکن فوتبال اهل فنلاند بود.
از باشگاه‌هایی که در آن بازی کرده‌است می‌توان به باشگاه فوتبال ستاره سرخ و باشگاه فوتبال تورون پالوسئورا اشاره کرد.
وی همچنین در تیم ملی فوتبال فنلاند بازی کرده‌است.